# 지진계

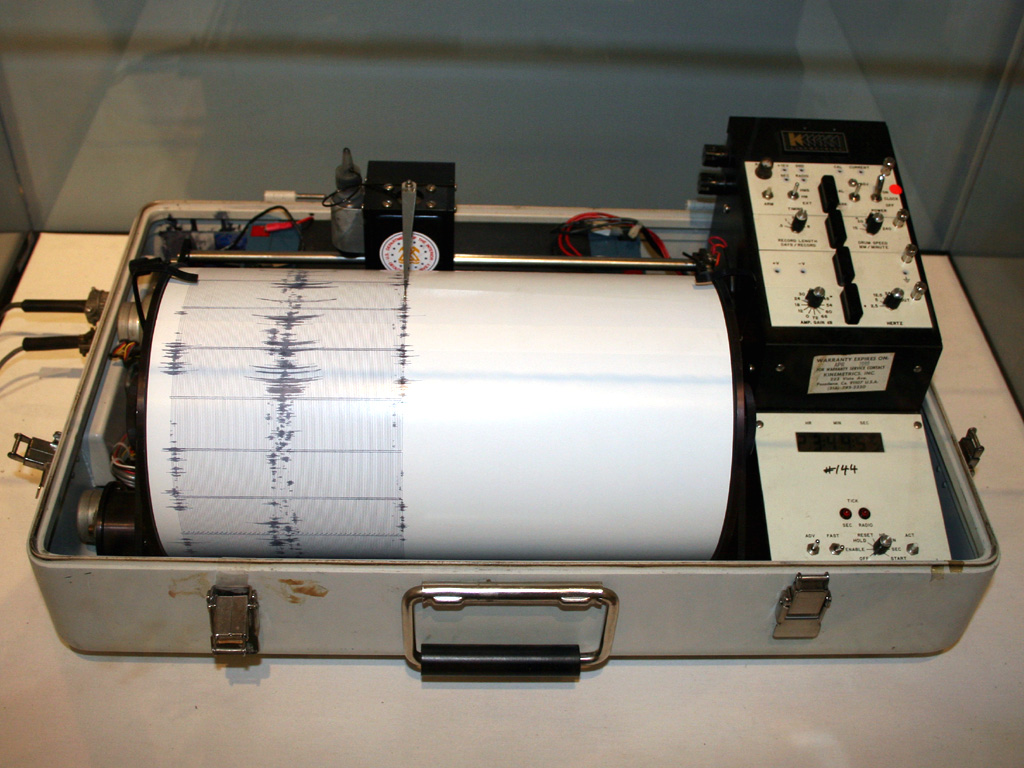
기계식 지진계의 모습

지진계(地震計, Seismometer)는 지진, 화산 분화, 폭발 등으로 인한 지반 변위와 흔들림에 반응하는 측정 도구이다. 지진계는 보통 시간 측정 장치와 기록 장치와 결합하여 지진기록계(seismograph)를 이룬다. 이러한 장치의 출력물(이전에는 종이(그림 참조)나 필름에 기록되었고, 현재는 디지털 방식으로 기록 및 처리됨)은 지진 기록물이다. 이러한 데이터는 지진을 찾아 특성을 파악하고 지구의 내부 구조를 연구하는 데 사용된다.

## 기본 원리

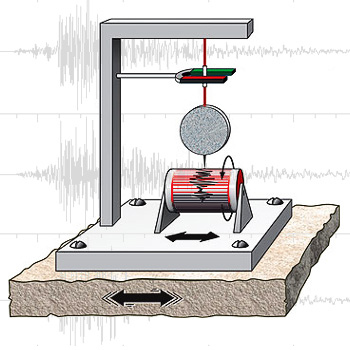
기본적인 수평 운동 지진계. 둥근 무게추의 관성은 펜이 정지 상태를 유지하는 경향이 있는 반면, 받침대는 앞뒤로 움직인다.

지구의 상하 운동에 민감한 단순한 지진계는 스프링에 매달린 추와 유사하며, 두 구성 요소 모두 감지된 지반의 움직임에 따라 같이 움직이는 프레임에 매달려 있다. 추(질량이라고 함)와 프레임 사이의 상대적인 움직임은 수직 지진동을 측정할 수 있게 만든다. 회전하는 드럼이 프레임에 부착되어 있고 펜이 추에 부착되어 있어 모든 지반 운동을 지진 기록물에 기록한다.
땅의 움직임은 프레임을 움직인다. 질량은 관성 때문에 움직이지 않으려 하며, 프레임과 질량 사이의 움직임을 측정하여 땅의 움직임을 결정할 수 있다.
초기 지진계는 광학 레버 또는 기계적 연결부를 사용하여 관련된 작은 움직임을 증폭하고, 그 움직임을 그을음으로 덮인 종이나 사진 용지에 기록했다. 현대 기기는 일렉트로닉스를 사용한다. 일부 시스템에서는 전자적 음성 피드백 루프에 따라 질량이 프레임에 대해 거의 움직이지 않도록 유지된다. 프레임에 대한 질량의 움직임이 측정되고, 피드백 루프는 질량을 거의 움직이지 않게 유지하기 위해 자기력 또는 정전기력을 가한다. 이 힘을 생성하는 데 필요한 전압이 디지털로 기록되는 지진계의 출력이다.
다른 시스템에서는 무게추가 움직이도록 허용되며, 그 움직임은 질량에 부착된 코일에 전류를 생성하며, 이 전류는 프레임에 부착된 자석의 자기장을 통해 흐르는 전압을 발생시킨다. 이 설계는 종종 석유 및 가스 탐사에 사용되는 수진기에 사용된다.
지진 관측소는 보통 북-남(y축), 동-서(x축), 수직(z축)의 세 축을 측정하는 기기를 갖추고 있다. 한 축만 측정하는 경우 일반적으로 수직 축이 사용되는데, 소음이 적고 일부 지진파를 더 잘 기록하기 때문이다.
지진 관측소의 기초는 매우 중요하다. 전문 관측소는 때때로 기반암 위에 설치된다. 최적의 설치는 깊은 시추공에 있는데, 이는 열 효과, 지반 소음, 날씨와 조수로 인한 기울어짐을 방지한다. 그 외 다른 기기는 종종 비강화 콘크리트로 만든 작은 매립된 교각에 절연된 케이스에 설치된다. 보강봉과 골재는 온도 변화에 따라 교각을 변형시킬 수 있다. 교각을 붓고 도관을 설치하기 전에 항상 임시 설치로 지반 소음을 조사한다. 원래 유럽의 지진계는 파괴적인 지진이 발생한 후 특정 지역에 배치되었다. 현재는 적절한 지진계 커버를 위해 여러 곳에 설치되거나(약한 지진학의 경우) 또는 고위험 지역에 집중되어 배치된다(강진 지진학의 경우).

## 명명법
지진계의 영어 단어 Seismometer는 그리스어의 흔들림 또는 지진을 의미하는 σεισμός, seismós(동사 σείω, seíō, 흔들다에서 유래)와 측정하다를 의미하는 μέτρον, métron에서 유래했으며, 1841년 데이비드 밀른-홈이 스코틀랜드 물리학자 제임스 데이비드 포브스가 설계한 기기를 설명하기 위해 만들었다.
지진기는 seismós와 γράφω, gráphō (그리다)에서 유래한 또 다른 그리스어 용어이다. 이는 측정과 지반 운동 기록이 결합된 구형 기기에 더 적합하지만, 이러한 기능이 분리된 현대 시스템에도 지진계를 의미하는 데 자주 사용된다. 두 유형 모두 지반 운동의 연속적인 기록을 제공하며, 이 기록은 단순히 운동이 발생했음을 나타내고 아마도 그 크기를 간단히 측정하는 지진경과 구별된다.
이러한 장치와 관련된 기술 분야를 지진측정학이라고 하며, 이는 지진학의 한 분야이다.
어떤 것의 "흔들림"을 측정하는 개념은 "지진기"라는 단어가 더 넓은 의미로 사용될 수 있음을 의미한다. 예를 들어, 아마추어 무선 전파에 영향을 미치는 전자기 노이즈의 변화를 추적하는 모니터링 스테이션은 RF 지진기를 나타낸다. 그리고 일진학은 태양의 "지진"을 연구한다.

## 역사
최초의 지진계는 2세기 중국에서 만들어졌다. 중국의 수학자이자 천문학자인 장형이 발명했다. 이 장치에 대한 최초의 서구적 설명은 1703년 프랑스 물리학자이자 신부인 장 드 오트페유에게서 비롯된다. 현대 지진계는 19세기에 개발되었다.
1969년부터 아폴로 월면 관측 장치의 일부로 달에 지진계가 설치되었다. 2018년 12월, 인사이트 (우주선) 착륙선에 의해 화성에 지진계가 배치되었는데, 이는 다른 행성의 표면에 지진계가 처음으로 설치된 사례이다.

### 고대 시대

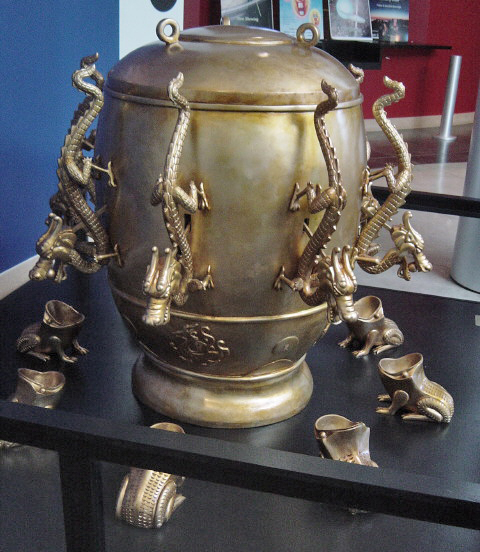
장형의 지진계 후펑지동의 모형

고대 이집트에서는 하푸의 아들 아메노테프가 지진계의 선구적인 형태를 발명했는데, 이는 중앙 축에 나무 수로가 연결된 수직 나무 기둥으로, 용기에 물을 가득 채워 지진을 감지하는 방식으로 작동했다.
132년, 중국 한나라의 장형이 최초의 지진계(위 정의에 따름)를 발명했다고 알려져 있으며, 이 장치는 후펑지동의(候風地動儀, "계절풍과 지구의 움직임을 측정하는 기구"로 번역됨)라고 불렸다. 후한서에 따르면, 이 장치는 지름 약 2미터의 큰 청동 용기였으며, 용기 상단 주변 8곳에 청동 구슬을 쥐고 있는 용 머리가 있었다. 지진이 발생하면 용 머리 중 하나가 입을 벌려 구슬을 바닥의 청동 두꺼비에게 떨어뜨려 소리를 내고 지진의 방향을 알려주었다고 한다. 적어도 한 번, 아마도 간쑤성에서 발생한 143년의 큰 지진 때, 지진이 느껴지지 않았음에도 지진계가 지진을 나타냈다. 현존하는 기록에 따르면 용기 내부에 8개의 길을 따라 움직일 수 있는 중앙 기둥이 있었다고 하며, 이는 진자를 의미하는 것으로 추정되지만, 이것이 정확히 어떻게 단 하나의 용 머리만 열리게 하는 메커니즘과 연결되었는지는 알려져 있지 않다. 이 지진계로 기록된 최초의 지진은 "동쪽 어딘가"에서 발생한 것으로 알려져 있다. 며칠 후, 동쪽에서 온 기수가 이 지진을 보고했다.

### 초기 설계 (1259년~1839년)
13세기까지 페르시아의 마라게흐 천문대(1259년 설립)에는 지진 장치가 존재했지만, 이것들이 독립적으로 제작되었는지 아니면 최초의 지진계에 기반을 둔 것인지는 불분명하다. 프랑스 물리학자이자 사제인 장 드 오트페유는 1703년에 지진계를 묘사했는데, 이는 수은으로 채워진 그릇이 그릇 주위에 균등하게 배치된 8개의 수용기 중 하나로 쏟아지는 방식을 사용했지만, 그가 실제로 장치를 만들었다는 증거는 없다. 수은 지진계는 1784년 또는 1785년에 아타나시오 카발리가 제작했으며, 그의 복제품은 볼로냐 대학교 도서관에서 찾을 수 있고, 1818년에는 니콜로 카치아토레가 추가로 수은 지진계를 제작했다. 제임스 린드 (박물학자)도 1790년대 후반에 알려지지 않은 디자인이나 효능의 지진학 도구(지진 기계로 알려짐)를 만들었다.
진자 장치도 동시에 개발되었다. 나폴리 자연주의자 니콜라 치릴로는 1731년 풀리아 지진 이후 진자 지진 감지기 네트워크를 설치했으며, 여기서 진폭은 각도기를 사용하여 흔들림을 측정하여 감지되었다. 베네딕토회 수도사 안드레아 비나는 1751년에 이 개념을 더욱 발전시켜, 진자가 메커니즘 아래 모래에 흔적을 남기게 하여 움직임의 크기와 방향을 모두 제공했다. 나폴리 시계 제작자 도메니코 살사노는 1783년에 붓을 사용하여 기록하는 유사한 진자를 제작했으며, 이를 지진계와 유사한 단어를 처음 사용한 것일 수 있는 "지오-지진계"라고 명명했다. 자연주의자 니콜로 주포는 1784년에 전기 교란과 지진을 동시에 감지하는 장치를 고안했다.
지진 발생 시각을 감지하는 최초의 적당히 성공적인 장치는 1796년 아스카니오 필로마리노가 고안했는데, 그는 살사노의 진자 기구를 개선하여 연필로 표시하고, 시계의 평형추 움직임을 억제하기 위해 메커니즘에 부착된 머리카락을 사용했다. 이는 지진이 발생해야만 시계가 작동하기 시작하여 발생 시각을 결정할 수 있게 했다.
1834년 10월 4일에 발생한 지진 이후, 루이지 파가니는 볼로냐 대학교에 보관된 수은 지진계가 완전히 쏟아져 유용한 정보를 제공하지 못한다는 사실을 관찰했다. 따라서 그는 납탄을 사용하여 지진의 방향을 감지하는 휴대용 장치를 고안했는데, 납탄이 원형으로 배열된 4개의 통에 떨어져 지진 발생 사분면을 결정하는 방식이었다. 그는 1841년에 이 기기를 완성했다.

### 근대 초기 설계 (1839년~1880년)
1839년 스코틀랜드 컴리 근처에서 발생한 일련의 지진에 대응하여, 그레이트브리튼 아일랜드 연합왕국에서는 지진 감지 장치를 개선하기 위한 위원회가 구성되었다. 그 결과, 1842년 데이비드 밀른-홈의 보고서에서 처음 소개된 제임스 데이비드 포브스가 제작한 역진자 지진계가 탄생했는데, 이 지진계는 진자 위에 놓인 연필을 사용하여 지진 활동 측정을 기록했다. 밀른의 보고서에 따르면 제시된 설계는 효과적이지 않았다. 1841년에 이 기기를 묘사하기 위해 "지진계(seismometer)"라는 단어를 처음 만든 사람이 바로 밀른이었다. 1843년, 최초의 수평 진자가 지진계에 사용되었는데, 이는 밀른이 보고했다(그가 원 발명가인지는 불분명하다). 이러한 발명 이후, 로버트 말레트는 1848년에 지진계 설계에 대한 아이디어를 제안하는 논문을 발표했는데, 그는 이러한 장치가 시간, 수평 및 수직 진폭을 기록하고 방향을 확인해야 한다고 제안했다. 그의 제안된 설계는 자금을 지원받아 건설이 시도되었지만, 그의 최종 설계는 그의 기대를 충족시키지 못했으며 포브스 설계와 동일한 문제를 겪었고, 부정확하고 자체 기록이 불가능했다.
카를 크라일은 1848년에서 1850년 사이에 프라하에서 지진계를 제작했는데, 이 지진계는 종이로 덮인 고정된 연필로 그려진 점으로 매달린 단단한 원통형 진자를 사용했다. 실린더는 24시간마다 회전하여 주어진 지진에 대한 대략적인 시간을 제공했다.
로베르 말레트의 1848년 논문에 영향을 받은 루이지 팔미에리는 1856년에 지진 시각을 기록할 수 있는 지진계를 발명했다. 이 장치는 진동으로 전기 회로를 닫는 금속 진자를 사용했으며, 이는 전자석에 전원을 공급하여 시계를 멈추게 했다. 팔미에리 지진계는 널리 보급되어 오랫동안 사용되었다.
1872년까지 제임스 프라이스가 이끄는 영국 위원회는 당시 사용 가능한 지진계에 불만을 표명했으며, 여전히 컴리 교구 교회에 위치한 1842년의 대형 포브스 장치를 사용하고 있었고, 작고 설치하기 쉬우며 읽기 쉬운 지진계를 요청했다. 1875년 그들은 말레트 장치의 큰 예시를 선택했는데, 이는 모래 침대에 서로 직각으로 설치된 다양한 크기의 원통형 핀 배열로 구성되어 있었고, 더 큰 지진은 더 큰 핀을 넘어뜨릴 수 있었다. 이 장치는 컴리 근처의 '지진의 집'에 건설되었으며, 이는 세계 최초의 목적 기반 지진 관측소로 간주한다. 2013년까지도 원본 장치나 복제품에서 어떤 원통도 넘어뜨릴 만큼 충분히 큰 지진은 없었다.

### 최초의 지진계 (1880년 이후)
최초의 지진계는 1870년대와 1880년대에 발명되었다. 최초의 지진계는 1875년경 필리포 체키가 제작했다. 지진계가 장치 기록을 시작하도록 트리거하면, 기록 표면이 자동으로 지진의 그래픽 일러스트레이션을 생성한다(지진 기록). 그러나 이 기기는 충분히 민감하지 않았고, 이 기기가 생성한 최초의 지진 기록은 1887년에 나왔는데, 이때는 이미 존 밀른이 일본에서 자신의 설계를 시연한 이후였다.

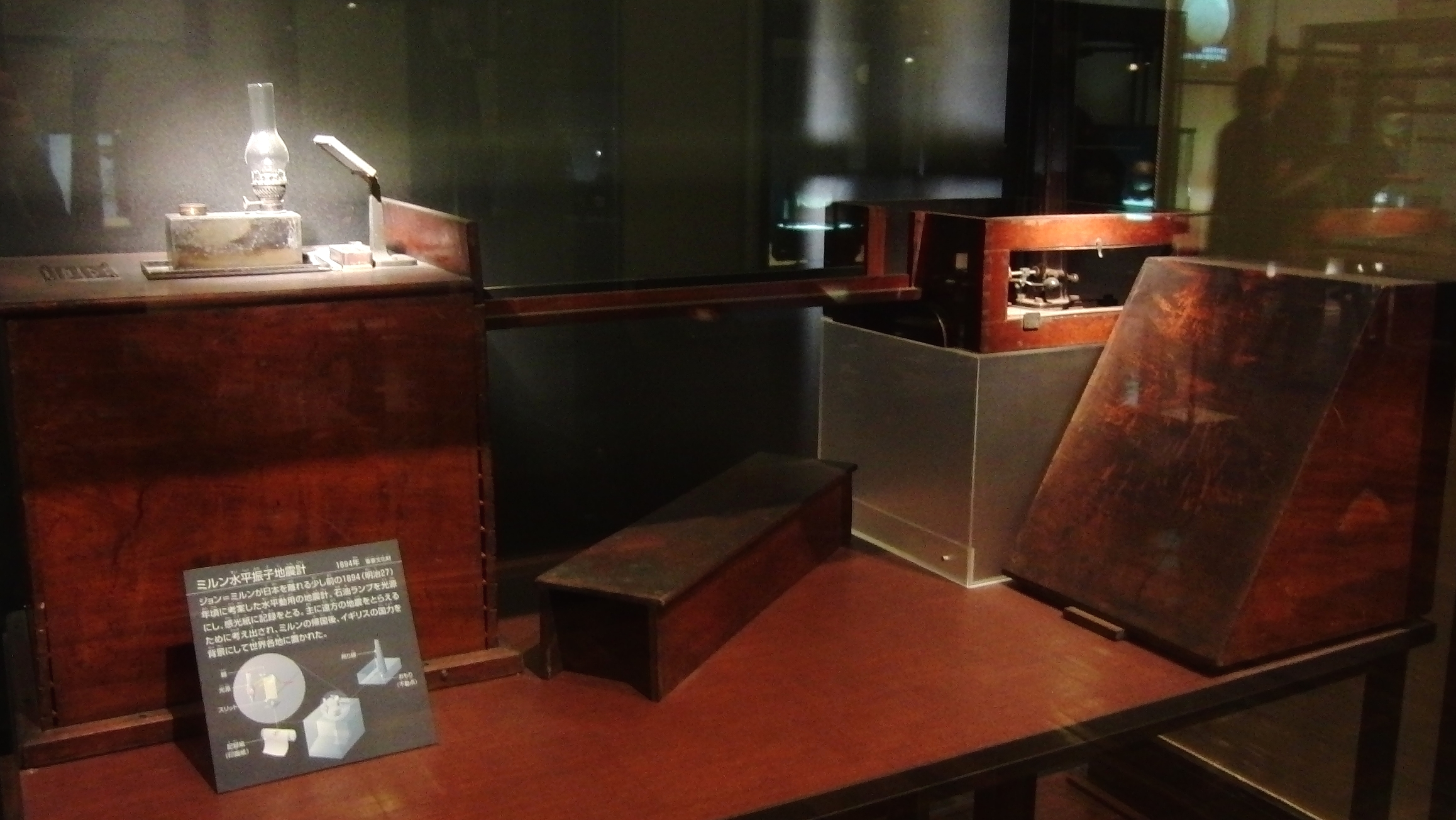
밀른 수평 진자 지진계. 일본의 중요 문화재 중 하나이다. 국립과학박물관, 도쿄, 일본에 전시되어 있다.

1880년, 일본에서 외국인 정부 고문으로 1880년부터 1895년까지 활동했던 존 밀른, 제임스 앨프리드 유잉, 토마스 그레이 팀이 최초의 수평 진자 지진계를 개발했다. 메이지 정부에 의해 일본의 근대화 노력을 돕기 위해 지난 5년간 고용된 밀른, 유잉, 그레이는 1880년 2월 22일 요코하마에서 발생한 지진(요코하마 지진)에 대응하여 일본지진학회를 설립했다. 유잉은 다음 해에 두 개의 기구를 제작했는데, 하나는 일반 진자 지진계이고 다른 하나는 댐핑된 수평 진자를 사용한 최초의 지진계였다. 혁신적인 기록 시스템은 지속적인 기록을 가능하게 했으며, 이는 최초의 시도였다. 최초의 지진 기록은 1880년 11월 3일 유잉의 두 기구 모두에서 기록되었다. 현대 지진계는 결국 이 설계에서 파생되었다. 밀른은 '현대 지진학의 아버지'로 불리며, 그의 지진계 설계는 최초의 현대 지진계라고 불린다.
이는 수평 운동의 최초의 효과적인 측정을 가능하게 했다. 그레이는 수직 운동을 기록하는 최초의 신뢰할 수 있는 방법을 개발했으며, 이는 최초의 효과적인 3축 기록을 가능하게 했다.
초기 특수 목적 지진계는 바닥에 첨필이 달린 크고 정지된 진자로 구성되었다. 지구가 움직이기 시작하면 진자의 무거운 질량은 기준틀 내에서 가만히 있으려는 관성을 가졌다. 그 결과 첨필은 지구의 움직임에 해당하는 패턴을 긁었다. 이러한 유형의 강진계는 그을음이 덮인 유리(탄소 그을음이 덮인 유리)에 기록했다. 멀리 떨어진 지진을 감지할 만큼 민감하지는 않았지만, 이 기기는 압력파의 방향을 나타내어 지역 지진의 진앙을 찾는 데 도움을 줄 수 있었다. 이러한 기구는 1906년 샌프란시스코 지진 분석에 유용했다. 1980년대에 이러한 초기 기록을 사용하여 추가 분석이 수행되었으며, 이를 통해 마린군의 초기 단층 파괴 위치와 그 이후의 남쪽으로의 진행을 더 정확하게 결정할 수 있었다.
나중에 전세계 표준 지진 관측망을 위한 전문 기기 세트는 하나는 15초 주기로 진동하도록 조정되고 다른 하나는 90초 주기로 진동하도록 조정된 기기 세트가 있었는데, 각 세트는 세 방향으로 측정했다. 아마추어 또는 제한된 수단을 가진 관측소는 더 작고 덜 민감한 기기를 10초 주기로 조정했다. 기본적인 감쇠 수평 진자 지진계는 울타리 문처럼 흔들린다. 무거운 추는 수직 가장자리에 경첩이 달린 긴 (10cm에서 수 미터까지) 삼각형의 꼭지점에 장착된다. 땅이 움직이면 추는 움직이지 않고 "문"이 경첩에서 흔들린다.
수평 진자의 장점은 컴팩트한 기기에서 매우 낮은 진동수를 가진다는 것이다. "문"은 약간 기울어져 있어서 추는 천천히 중앙 위치로 돌아오는 경향이 있다. 진자는 (감쇠 장치가 설치되기 전에) 3초에 한 번 또는 30초에 한 번 진동하도록 조정된다. 소규모 관측소나 아마추어의 일반적인 기구는 보통 10초에 한 번 진동한다. 팔 아래에는 기름 팬이 놓여 있고, 팔 아래쪽에 장착된 작은 금속판이 기름 속에서 끌려 흔들림을 감쇠시킨다. 기름의 양, 팔의 위치, 판의 각도와 크기는 감쇠가 "임계" 상태가 되도록, 즉 진동이 거의 없도록 조정된다. 경첩은 마찰이 매우 적으며, 종종 비틀림 와이어를 사용하므로 유일한 마찰은 와이어의 내부 마찰이다. 질량 보정량이 낮은 소형 지진계는 공기 흐름으로 인한 교란을 줄이기 위해 진공 상태에 놓인다.
촐너는 1869년에 비틀림으로 매달린 수평 진자를 설명했지만, 지진 측정보다는 중력 측정에 사용하기 위해 개발했다.
초기 지진계는 보석 베어링에 레버 배열을 사용하여 그을음이 묻은 유리나 종이에 긁어냈다. 나중에는 거울이 빛줄기를 직접 기록판이나 사진 용지 롤에 반사시켰다. 잠시 동안 일부 디자인은 비용을 절감하기 위해 기계식 움직임으로 돌아갔다. 20세기 중반 시스템에서는 빛이 광증폭기라고 불리는 한 쌍의 차등 전자 광센서에 반사되었다. 광증폭기에서 생성된 전압은 축에 작은 거울이 장착된 검류계를 구동하는 데 사용되었다. 움직이는 반사광선은 사진 감광지가 덮인 회전 드럼 표면에 부딪혔다. 사진 감광지 현상의 비용 때문에 많은 지진 관측소는 잉크 또는 열 감광지로 전환했다.
제2차 세계 대전 이후, 밀른, 유잉, 그레이가 개발한 지진계는 널리 사용되는 프레스-유잉 지진계로 개조되었다.

## 현대 기구

제로 길이 용수철을 사용한 단순화된 라코스테 서스펜션

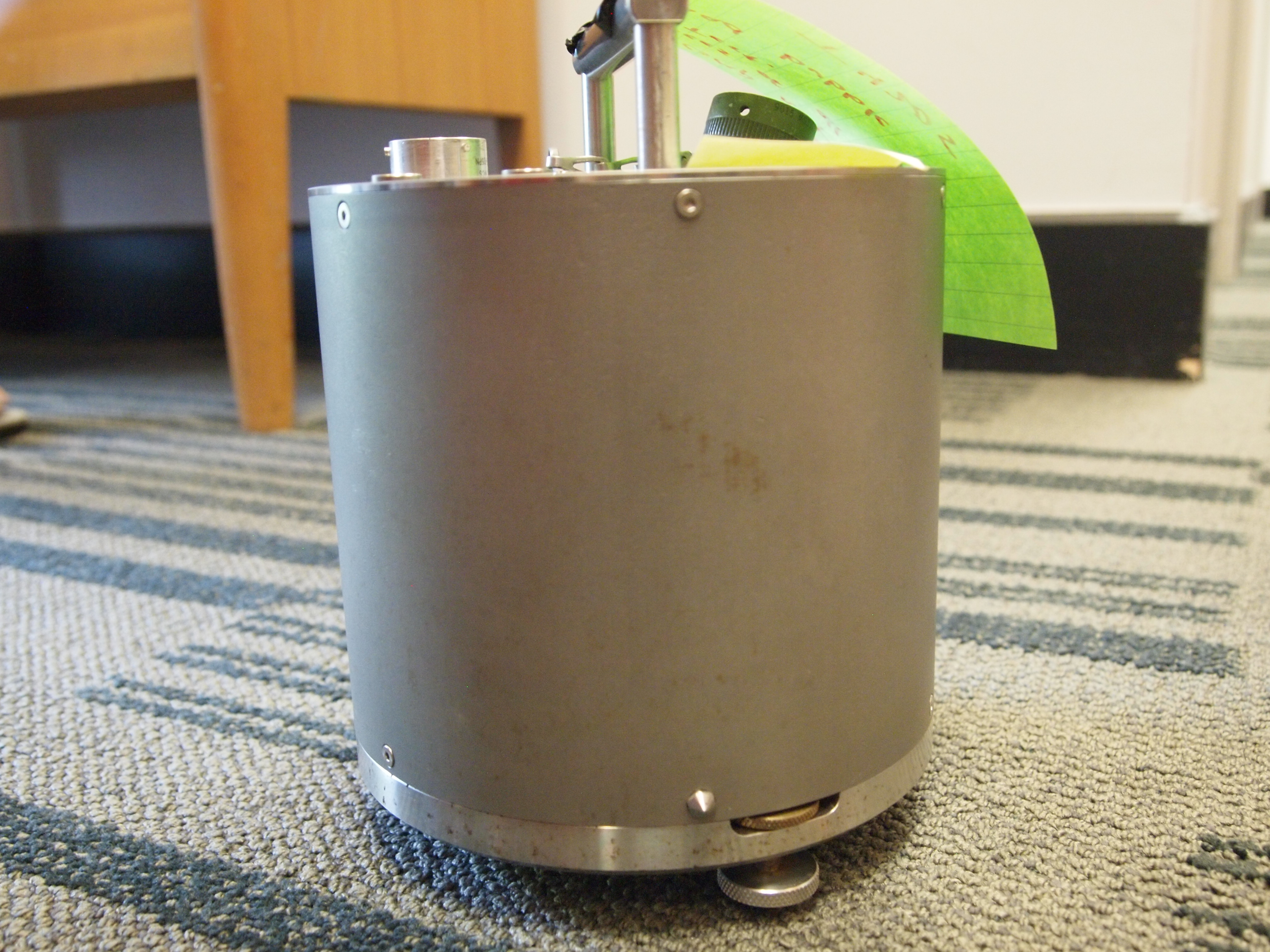
CMG-40T 삼축 광대역 지진계

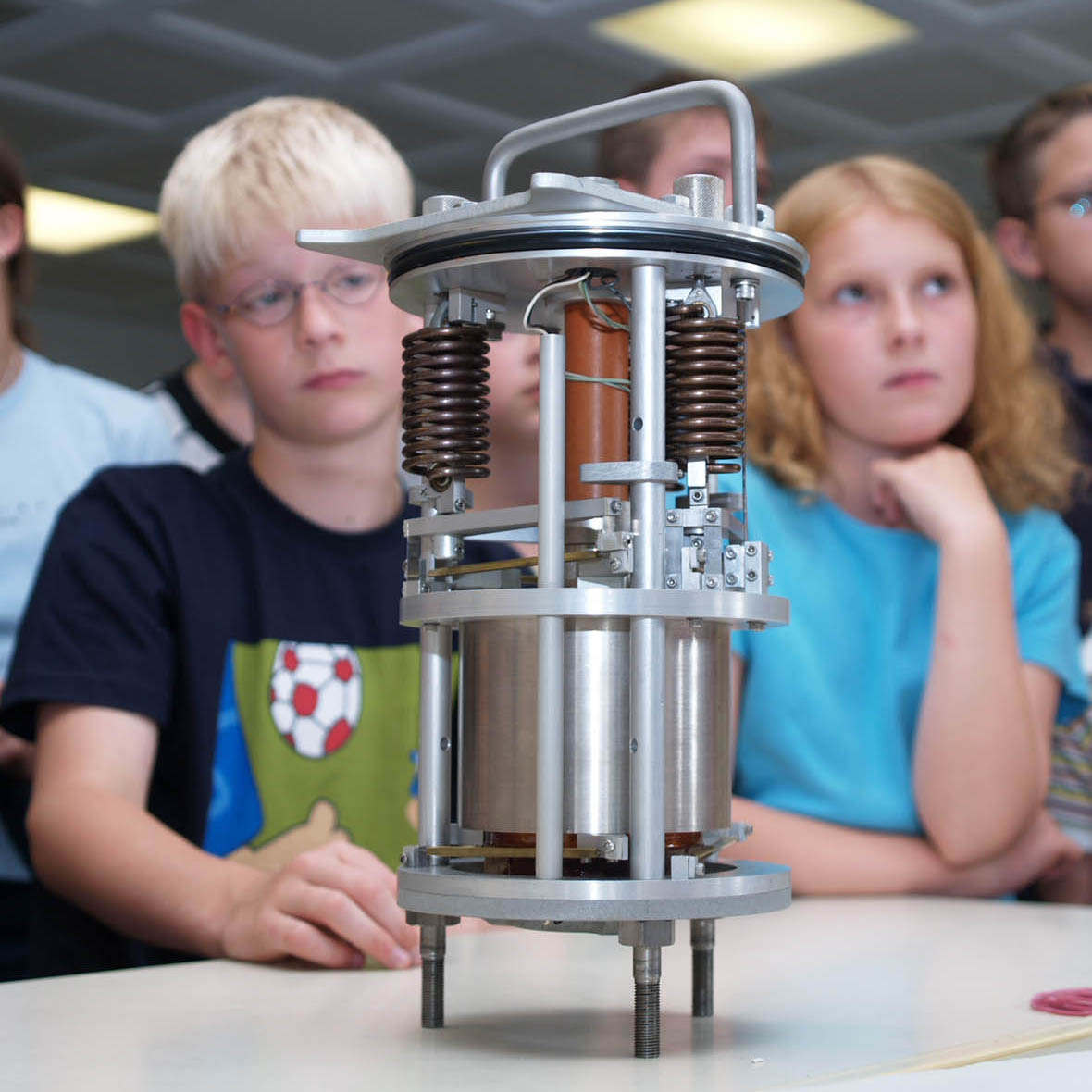
하우징 없는 지진계; 알프레드 베게너 연구소에서 어린이들을 위한 지진 시연 중 전시되었다.

현대 기기는 전자 센서, 증폭기 및 기록 장치를 사용한다. 대부분은 광범위한 진동수를 포괄하는 광대역이다. 일부 지진계는 500 Hz에서 0.00118 Hz (1/500 = 사이클당 0.002초, 1/0.00118 = 사이클당 850초)까지의 움직임을 측정할 수 있다. 수평 기기의 기계적 서스펜션은 위에서 설명한 정원 문 형태를 유지한다. 수직 기기는 뤼시앵 라코스트 서스펜션과 같은 일종의 등력 서스펜션을 사용한다. 라코스테 서스펜션은 긴 주기(높은 감도)를 제공하기 위해 제로 길이 용수철을 사용한다. 일부 현대 기기는 "삼축" 또는 "갈페린 설계"를 사용하는데, 세 개의 동일한 운동 센서가 수직에 대해 동일한 각도로, 수평으로는 120도 간격으로 배치된다. 수직 및 수평 운동은 세 센서의 출력에서 계산할 수 있다.
지진계는 측정하는 신호에 필연적으로 일부 왜곡을 도입하지만, 전문적으로 설계된 시스템은 주파수 변환을 신중하게 특성화한다.
현대의 감도는 크게 세 가지 범위로 나뉜다. 수진기, 50 ~ 750 V/m;. 지역 지질 지진계, 약 1,500 V/m;. 전 세계 조사에 사용되는 원거리 지진계, 약 20,000 V/m이다.. 기기는 단주기, 장주기 및 광대역의 세 가지 주요 종류가 있다. 단주기 및 장주기 기기는 속도를 측정하며 매우 민감하다. 그러나 사람이 느낄 수 있을 만큼 강한 지반 운동의 경우 신호가 '잘리거나' 측정 범위를 벗어난다. 24비트 아날로그-디지털 변환 채널이 일반적이다. 실제 장치는 대략 백만 분의 1까지 선형이다.
제공되는 지진계는 아날로그와 디지털 두 가지 출력 방식이 있다. 아날로그 지진계는 아날로그 기록 장비가 필요하며, 여기에는 아날로그-디지털 변환기가 포함될 수 있다. 디지털 지진계의 출력은 단순히 컴퓨터에 입력할 수 있다. 표준 디지털 형식(종종 이더넷을 통한 "SE2")으로 데이터를 제공한다.

### 원거리 지진계

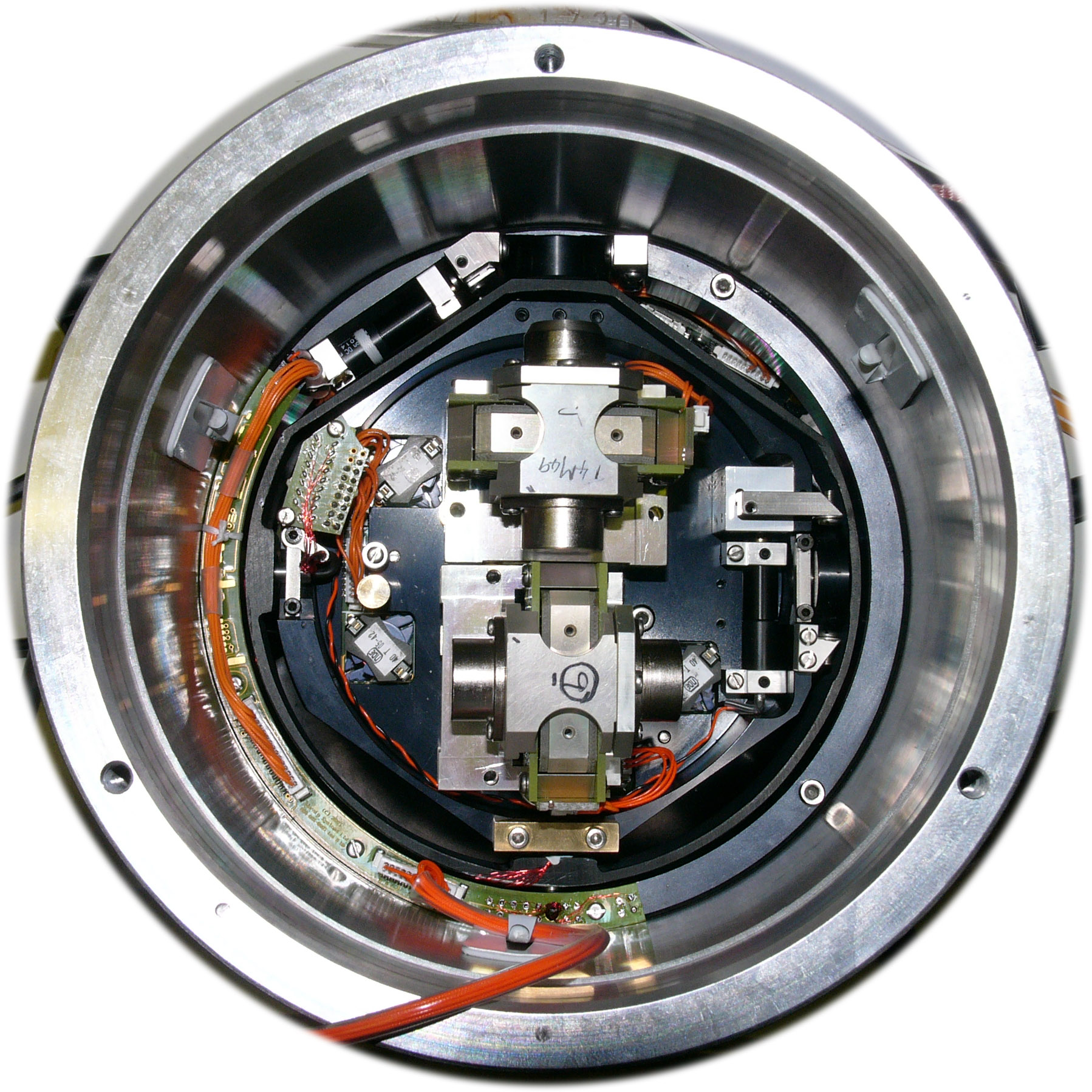
저주파 3방향 해저 지진계 (덮개 제거됨). X축 및 Y축 질량 두 개가 보이며, Z축 질량은 아래에 있다. 이 모델은 Güralp Systems Ltd에서 제조한 CMG-40TOBS이며, 몬테레이 가속 연구 시스템의 일부이다.

현대의 광대역 지진계는 매우 넓은 진동수 범위를 기록할 수 있다. 이는 정교한 일렉트로닉스에 의해 구동되는 전기력에 의해 구속되는 작은 "증명 질량"으로 구성된다. 지구가 움직이면 일렉트로닉스는 피드백 회로를 통해 질량을 안정적으로 유지하려고 시도한다. 이를 달성하는 데 필요한 힘의 양이 기록된다.
대부분의 설계에서 전자 장치는 질량을 프레임에 대해 정지 상태로 유지한다. 이 장치를 "힘 균형 가속도계"라고 한다. 지반 운동의 속도가 아닌 가속도를 측정한다. 기본적으로 질량과 프레임의 일부 사이의 거리는 선형 가변 차동 변환기에 의해 매우 정밀하게 측정된다. 일부 기기는 선형 가변 차동 커패시터를 사용한다.
이 측정값은 전자적 음성 피드백 루프의 일부에 연결된 전자 증폭기에 의해 증폭된다. 음성 피드백 루프에서 증폭된 전류 중 하나는 스피커와 매우 유사한 코일을 구동한다. 그 결과 질량은 거의 움직이지 않는다.
대부분의 기기는 거리 센서를 사용하여 지반 운동을 직접 측정한다. 자석에 의해 질량의 감지 코일에 생성되는 전압은 지반의 순간 속도를 직접 측정한다. 구동 코일에 흐르는 전류는 질량과 프레임 사이의 힘을 민감하고 정확하게 측정하여 지반의 가속도를 직접 측정한다 (f=ma, 여기서 f=힘, m=질량, a=가속도 사용).
민감한 수직 지진계의 지속적인 문제 중 하나는 질량의 부력이다. 열린 창문에 바람이 불면서 발생하는 불균일한 압력 변화는 방의 공기 밀도를 쉽게 변화시켜 수직 지진계가 허위 신호를 나타내게 할 수 있다. 따라서 대부분의 전문 지진계는 단단한 가스 밀폐형 인클로저에 밀봉되어 있다. 예를 들어, 일반적인 스트레케이센 모델이 두꺼운 유리 받침대를 가지고 있으며 접착제에 기포 없이 받침대에 접착해야 하는 이유가 바로 이것이다.
무거운 자석을 질량으로 사용하는 것이 논리적으로 보일 수 있지만, 이는 지구의 자기장이 움직일 때 지진계에 오류를 발생시킨다. 이것이 또한 지진계의 움직이는 부품이 자기장과 최소한으로 상호 작용하는 재료로 만들어지는 이유이다. 지진계는 온도 변화에도 민감하므로 많은 기기는 비자성 인바와 같은 낮은 팽창률 재료로 제작된다.
지진계의 경첩은 일반적으로 특허를 받았으며, 특허가 만료될 때쯤에는 디자인이 개선된다. 가장 성공적인 공공 영역 디자인은 얇은 호일 경첩을 클램프에 사용한다.
또 다른 문제는 지진계의 전달 함수가 정확하게 특성화되어야 한다는 것이다. 이는 주파수 응답이 알려져야 함을 의미한다. 이것은 종종 전문 기기와 아마추어 기기 사이의 결정적인 차이이다. 대부분은 가변 주파수 흔들림 테이블에서 특성화된다.

### 강진 지진계
또 다른 유형의 지진계는 디지털 강진 지진계, 즉 가속도 기록계이다. 이러한 기기의 데이터는 지진공학을 통해 지진이 인공 구조물에 어떻게 영향을 미치는지 이해하는 데 필수적이다. 이러한 기기의 기록은 공학 지진학을 통해 지진 재해를 평가하는 데 매우 중요하다.
강진계는 가속도를 측정한다. 이는 나중에 수학적으로 적분하여 속도와 위치를 얻을 수 있다. 강진계는 원거리 지진계만큼 지반 운동에 민감하지 않지만, 가장 강한 지진 흔들림 동안에도 스케일 내에 유지된다.
강진 센서는 진도계 응용 분야에 사용된다.

### 기타 형태

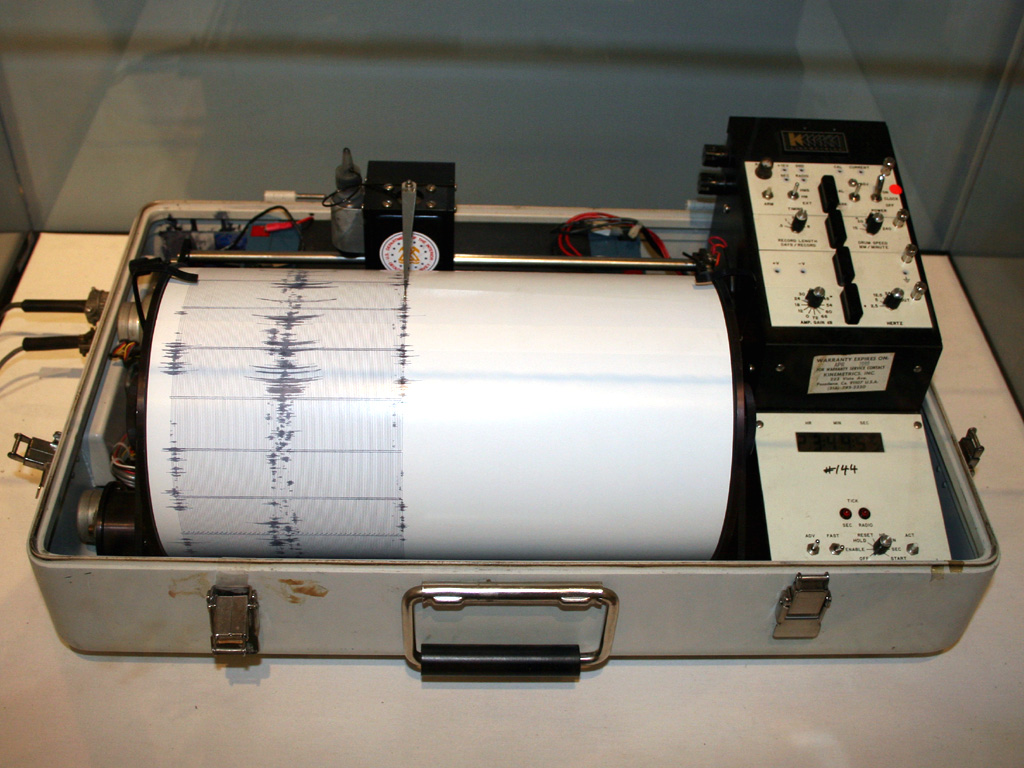
미국 내무부에서 이전에 사용했던 키네트릭스 지진계.

가속도계와 수진기는 종종 스프링이 달린 코일이 내부에 있는 무거운 원통형 자석이다. 케이스가 움직이면 코일은 정지 상태를 유지하는 경향이 있어 자기장이 전선을 끊어 출력선에 전류를 유도한다. 이들은 수백 헤르츠에서 1 헤르츠까지의 진동수를 받는다. 일부는 전자 감쇠 기능을 가지고 있는데, 이는 저예산으로 폐루프 광대역 지질 지진계의 일부 성능을 얻는 방법이다.
집적 회로로 제작된 스트레인 빔 가속도계는 지질 지진계에는 너무 민감하지 않지만 (2002년 기준), 수진기에는 널리 사용된다.
일부 다른 민감한 설계는 일렉트릿 스펀지를 통해 비부식성 이온 유체가 흐르거나 자기장을 통해 전도성 유체가 흐르면서 생성되는 전류를 측정한다.

### 상호 연결된 지진계
지진계 배열에 배치된 지진계는 지진파가 진원인 단층 파열의 시작점으로부터 전파되는 데 걸리는 시간을 사용하여 지진의 원점을 3차원적으로 정확하게 찾을 수 있다 (지진 위치 참조). 상호 연결된 지진계는 국제 모니터링 시스템의 일부로 지하 핵폭발을 감지하는 데 사용되며, 지진 조기 경보 시스템에도 사용된다. 이러한 지진계는 종종 대규모 정부 또는 과학 프로젝트의 일부로 사용되지만, 퀘이크-캐처 네트워크와 같은 일부 조직은 컴퓨터에 내장된 주택 규모의 탐지기를 사용하여 지진을 감지할 수도 있다.
반사파 지진학에서는 지진계 배열이 지하 특징을 영상화한다. 데이터는 단층 촬영과 유사한 알고리즘을 사용하여 이미지로 변환된다. 데이터 감소 방법은 컴퓨터 보조 단층 촬영 의료 영상 X선 기계(CAT 스캔) 또는 소나 영상과 유사하다.
전 세계 지진계 배열은 실제로 파동 속도와 투과율로 지구 내부를 이미지화할 수 있다. 이러한 유형의 시스템은 지진, 충돌사건 또는 핵폭발과 같은 이벤트를 파동원으로 사용한다. 이 방법의 초기 노력은 종이 지진계 차트에서 수동 데이터 감소를 사용했다. 현대의 디지털 지진계 기록은 컴퓨터 직접 사용에 더 잘 적응한다. 저렴한 지진계 설계와 인터넷 접속으로 아마추어와 소규모 기관조차 "공공 지진계 네트워크"를 형성했다.
석유 또는 기타 광물 탐사에 사용되는 지진 시스템은 역사적으로 폭발물과 트럭 뒤에 펼쳐진 수진기 와이어라인을 사용했다. 이제 대부분의 단거리 시스템은 땅을 치는 "텀퍼"를 사용하며, 일부 소규모 상업 시스템은 디지털 신호 처리가 너무 좋아서 몇 번의 슬레지해머 타격으로 단거리 굴절 조사를 위한 충분한 신호를 제공한다. 때때로 이국적인 교차 또는 2차원 수진기 배열이 지하 특징의 3차원 반사 영상 촬영을 수행하는 데 사용된다. 기본적인 선형 굴절 지리 매핑 소프트웨어(한때는 블랙 아트였음)는 노트북 컴퓨터에서 실행되며, 3개 정도의 작은 수진기 문자열을 사용하여 즉시 사용할 수 있다. 일부 시스템은 이제 컴퓨터, 디스플레이 및 프린터가 덮개에 포함된 18인치(0.5m) 플라스틱 현장 케이스에 담겨 제공된다.
소규모 지진 영상 시스템은 이제 시민 공학자들이 기초 현장을 조사하고, 기반암을 찾고, 지하수를 찾는 데 사용하기에 충분히 저렴하다.

### 광섬유 케이블을 이용한 지진계
광섬유 케이블을 이용한 새로운 지진 감지 기술이 발견되었다.
2016년 영국에서 주파수 도량형학 실험을 진행하던 계측학자 팀은 지진으로 발생하는 지진파와 유사한 파형의 노이즈를 관측했다. 이는 약 1400km 떨어진 이탈리아에서 발생한 규모 6.0의 지진에 대한 지진학적 관측과 일치하는 것으로 밝혀졌다. 영국, 이탈리아, 그리고 몰타로 연결된 해저 광섬유 케이블을 이용한 추가 실험에서는 4,100km 떨어진 지진과 케이블에서 89km 떨어진 규모 3.4의 지진을 추가로 감지했다.
지진파는 케이블 길이에 마이크로미터 단위의 변화를 일으키기 때문에 감지할 수 있다. 길이가 변하면 빛 패킷이 케이블의 먼 끝까지 왕복하는 데 걸리는 시간도 변한다(두 번째 광섬유 사용). 초안정 계측 등급 레이저를 사용하면 이러한 극히 미세한 타이밍 변화(펨토초 단위)가 위상 변화로 나타난다.
지진의 P파 (본질적으로 암석 속의 음파)에 의해 케이블의 어느 지점이 처음 교란되었는지는 루프된 한 쌍의 광섬유에서 양방향으로 패킷을 전송하여 결정할 수 있다. 교란된 첫 번째 패킷 쌍의 도착 시간 차이는 케이블을 따라 떨어진 거리를 나타낸다. 이 지점은 또한 지진의 진앙에 가장 가까운 지점으로, 케이블에 수직인 평면에 있어야 한다. P파/S파 도착 시간의 차이는 거리(이상적인 조건에서)를 제공하여 진앙을 원으로 한정한다. 결과 솔루션의 모호성을 해결하려면 비평행 케이블에서 두 번째 감지가 필요하다. 추가 관측은 지진 진앙의 위치를 제한하고 깊이를 해결할 수 있다.
이 기술은 특히 작고 광대한 해양 지역에 지진계가 없는 곳에서 지진을 관측하는 데 큰 도움이 될 것으로 예상되며, 해저 지진계보다 훨씬 저렴한 비용으로 가능하다.

### 딥 러닝
스탠퍼드 대학교 연구원들은 도시에서 특히 지진을 감지할 수 있는 UrbanDenoiser라는 딥 러닝 알고리즘을 만들었다. 이 알고리즘은 지진을 감지하기 위해 번화한 도시 지역에서 수집된 지진 노이즈에서 배경 노이즈를 걸러낸다.

## 기록

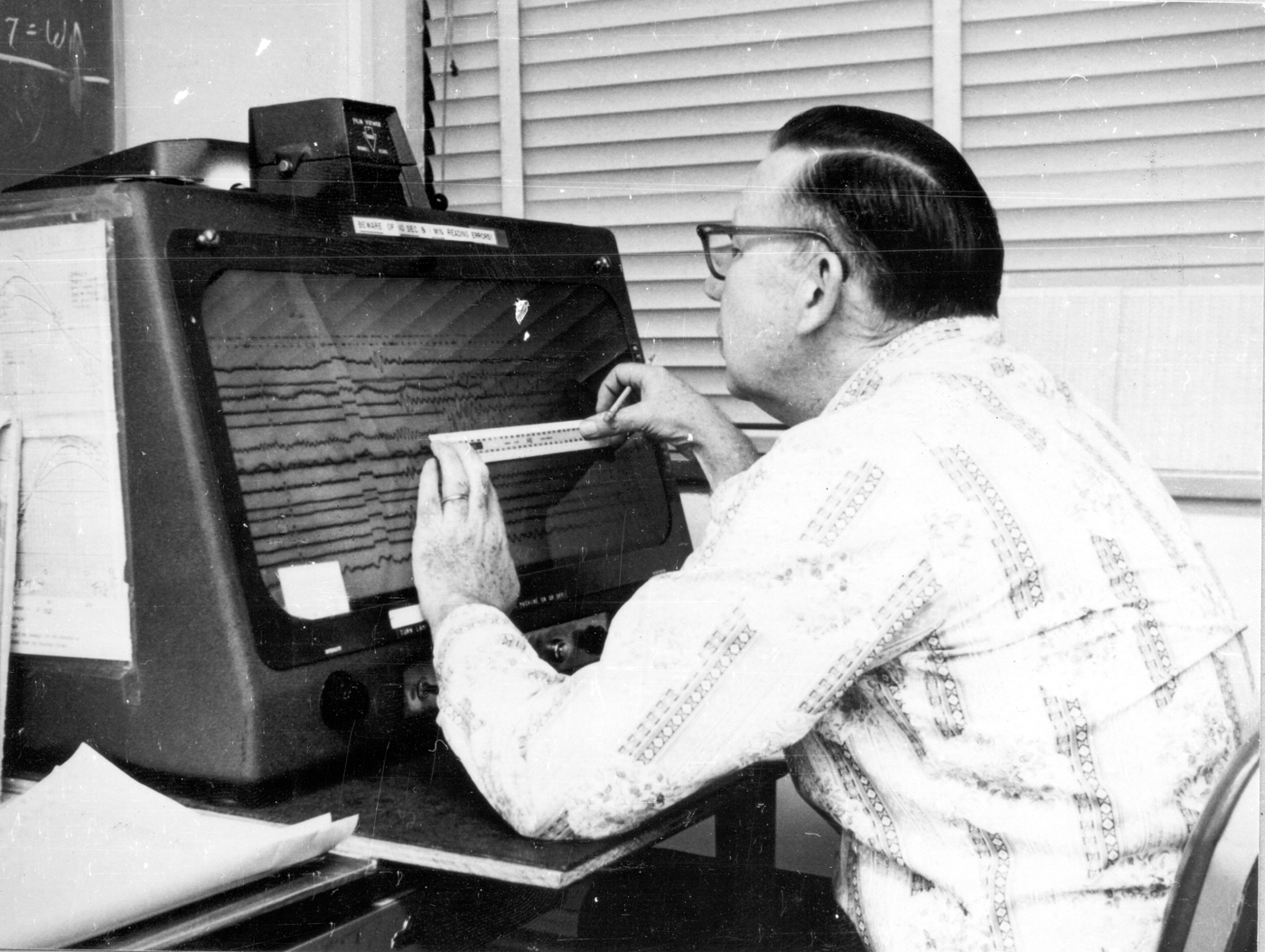
디벨로코더 필름 시청

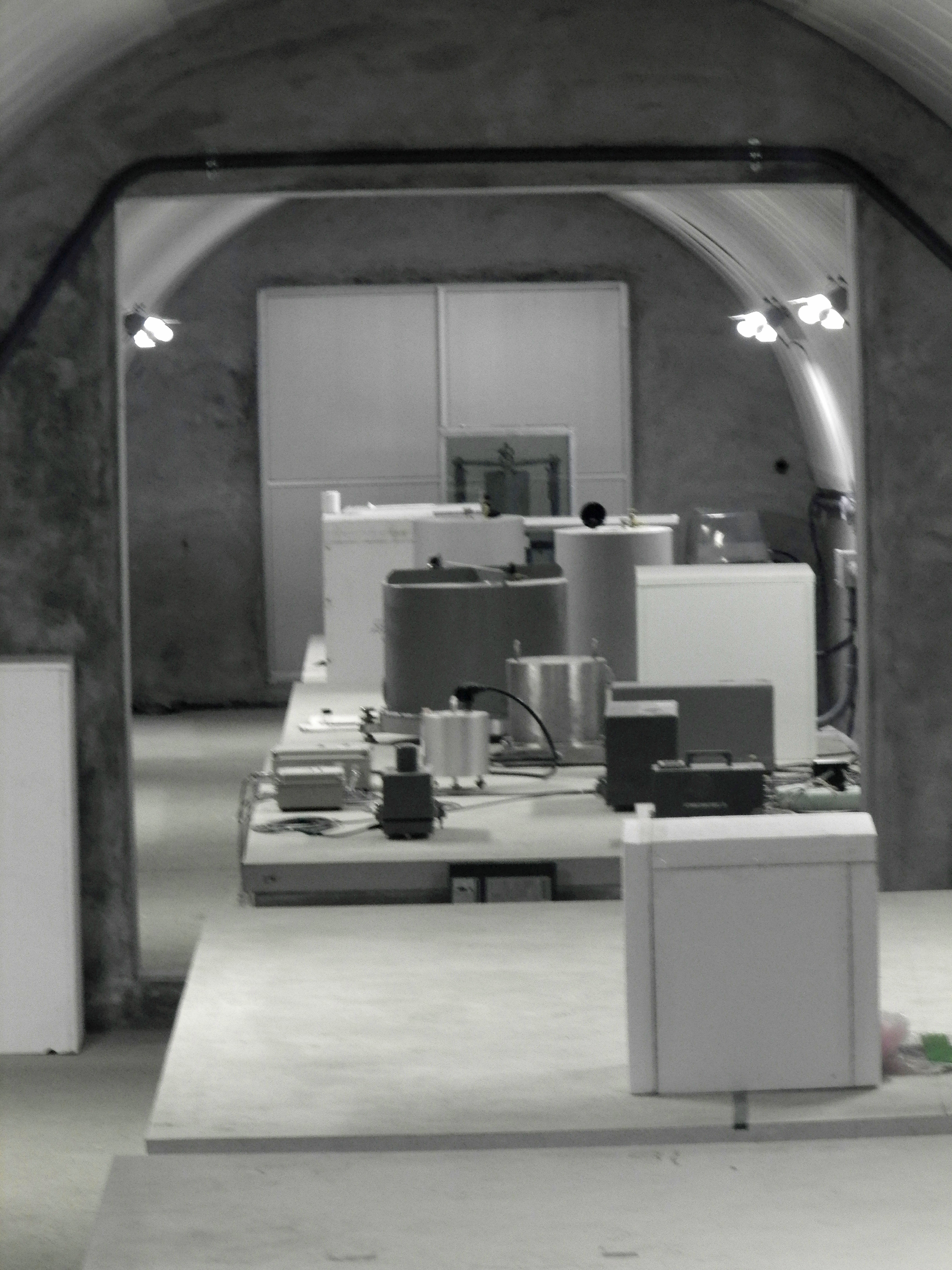
마쓰시로 지진 관측소

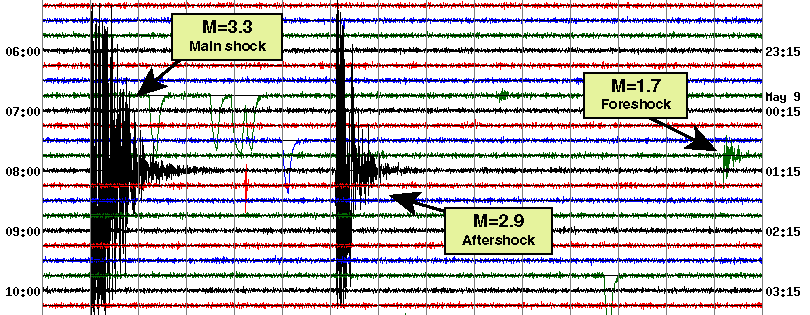
지진 기록 그래프

오늘날 가장 일반적인 기록 장치는 아날로그-디지털 변환기, 디스크 드라이브 및 인터넷 연결이 있는 컴퓨터이며, 아마추어의 경우 사운드 카드 및 관련 소프트웨어가 있는 PC로 충분하다. 대부분의 시스템은 연속적으로 기록하지만, 일부는 신호가 감지될 때만 기록한다.
이는 신호의 변화가 단기적으로 증가하는 것으로 나타나며, 이는 장기적인
평균(지진 잡음의 변화로 인해 천천히 변할 수 있음)과 비교하여 나타난다. 이를 STA/LTA 트리거라고도 한다.
1970년대 후반에 지진 데이터의 디지털 처리가 가능해지기 전에는 다양한 종류의 매체에 여러 가지 형태로 기록이 이루어졌다. "헬리코더" 드럼은 사진 용지나 종이와 잉크 형태로 데이터를 기록하는 데 사용되는 장치였다. "디벨로코더"는 최대 20개 채널의 데이터를 16mm 필름에 기록하는 기계였다. 기록된 필름은 기계로 볼 수 있었다. 이러한 종류의 매체에서 읽고 측정하는 것은 손으로 할 수 있었다. 디지털 처리가 사용된 후, 지진 데이터의 아카이브는 자기 테이프에 기록되었다. 오래된 자기 테이프 매체의 노후화로 인해 아카이브의 많은 파형을 복구할 수 없다.

## 같이 보기
- 가속도계
- 보리스 골리친
- 수진기
- 잉에 레만
- IRIS 컨소시엄
- 존 밀른
- 태평양 북서부 지진 네트워크
- 판 구조론
- 퀘이크-캐처 네트워크
- 우드-앤더슨 지진계